# رافاييل غوميز
رافاييل غوميز (12 يوليو 1980 بريو دي جانيرو في البرازيل - ) هو لاعب كرة قدم برازيلي في مركز الدفاع. لعب مع أتلتيكو براغانتينو وأتلتيكو مينييرو وكولورادو رابيدز ونادي استقلال طهران ونادي غوياس ونادي فاسكو دا غاما ونادي فيغورينسي ونادي فيلا نوفا ونادي مادوريرا وإيتومبيارا سبورت ‏ ونادي أولاريا أتلتيكو ونادي ناوتيكو ونادي سانتا كلارا وBonsucesso Futebol Clube ‏.

## وصلات خارجية
- رافاييل غوميز على موقع قاعدة بيانات كرة القدم.إي يو (الإنجليزية)